# بني وشاح
قرية بني وشاح هي إحدى القرى التابعة لمركز المراغة بمحافظة سوهاج في جمهورية مصر العربية. حسب إحصاءات سنة 2006، بلغ إجمالي السكان في بني وشاح 8513 نسمة، منهم 4477 رجل و4036 امرأة.